# باونس (فلم)
باونس (بالإنجليزية: Bounce) هو فيلم دراما رومانسية أمريكي تم إصداره عام 2000، وهو من إخراج دون روس ومن بطولة بن أفليك وجوينيث بالترو.

## القصة
في مطار أوهير بـشيكاغو، تأخر مدير الإعلانات التنفيذي بادي أمارال بسبب عاصفة ثلجية في رحلة العودة إلى لوس أنجلوس، على نفس شركة الطيران التي وقع فيها للتو علي أنه عميل كبير. يلتقي بالكاتب جريج جانيلو، وعندما تستأنف رحلته الصعود إلى الطائرة، يعطي بادي تذكرته إلى جريج حتى يتمكن من العودة إلى المنزل لزوجته وابنيه، سكوت البالغ من العمر ثماني سنوات وجوي البالغ من العمر أربع سنوات.
يقنع بادي صديقته وموظفة شركة الطيران جانيس غيريرو بالسماح لجريج بأخذ مكانه على متن الرحلة. بينما كان يقضي الليلة مع زميلته الراكبة الذي تقطعت بها السبل ميمي، رأى على شاشة التلفزيون أن الطائرة تحطمت. وجعل جانيس تقوم بتسجيل الدخول إلى نظام الكمبيوتر لتغيير اسمه لاسم جريج في بيان الركاب.
تستيقظ آبي زوجة جريج على خبر تحطم الطائرة، ولساعات عديدة كانت منقسمه بين الأمل واليأس، متشبثة بالاعتقاد بأن جريج سيظل يصل على متن الرحلة الأخيرة التي حجز عليها في الأصل، حتى تم تأكيد خبر وفاته.
بمجرد العودة إلى لوس أنجلوس، تملي شركة الطيران أن يقوم بادي بتشغيل سلسلة من الإعلانات التافة للتخفيف من العواقب المأساوية للحادث، والذي فاز بجائزة كليو. ولمعاناته من الشعور بالذنب، يصنع بادي مشهدًا لسكير في حفل توزيع الجوائز، ويبدأ فترة في منظمة كحوليون مجهولون. تتمثل إحدى خطوات التعافي في التعويض عن جرائم الماضي، لذلك يبحث بادي عن آبي، وهي سمسارة عقارات ناشئة، ويقدم لها معلومات عن مبنى مكتب تجاري قدم جيم، شريك بادي ورئيسه، عرضًا عليه. في المقابل، تدعو آبي بادي لقضاء ليلة في ملعب دودجر. تزدهر علاقتهما، حتى عندما لا يخبرها بادي عن كونه المسؤول بشكل غير مباشر عن وفاة جريج.
عندما تدفع شركة الطيران لإرث جريج، تريد آبي بعد ذلك أن تضع أولادها على متن طائرة إلى بالم سبرينغس للتغلب على خوفهم من الطيران. يطلب بادي أن يذهب معهم، وسرعان ما يطور علاقة قوية مع الصبيان. في رحلة العودة، يقول بادي إن لديه سرًا سيكشفه في اليوم التالي.
يتشتت كل شيء عندما تظهر ميمي، مع مقطع فيديو لجريج وبادي وهما يحتسيان مشروبًا في بار المطار. تتحطم آبي بسبب كذب بادي عليها وتطلب منه بمغادرة منزلها وحياتها - على الرغم من أنها تطلب أيضًا أن يقول وداعًا للأولاد. يعود بادي في اليوم التالي ويتحدث إلى سكوت، والذي يخشى أن يكون قد مات والده وهو يحاول العودة إلى المنزل من أجل نزهة الكشافة إلي شجرة عيد الميلاد. تحمل آبي نفس الذنب لضغطها على جريج للعودة في الرحلة المشؤومة.
تقاضي عائلات الضحايا شركة الطيران عن الأضرار، ويتم الكشف عن دور جانيس عندما يتم استدعاء بادي للإدلاء بشهادته. بينما كانت آبي تشاهد علي التلفاز، يوضح بادي أنه أعطى تذكرته إلى جريج ولم يأخذ تذكرة جريج في المقابل. لإجباره جانيس على تغيير القائمة، تم اختراق الإجراءات الأمنية لشركة الطيران، مما أدى إلى طردها. يعذر القاضي بادي، لكنه لا يزال يشعر بالذنب.
يستقيل بادي من شركته، بعد أن عرّض موكله للخطر، شركة الطيران. تأتي آبي لتخبره أن حديثه مع سكوت ساعدهما على حد سواء. بعد أن شعر بادي بأن آبي على وشك المغادرة، طلب منها مساعدته في تأجير منزله على شاطئ البحر أو طرحه للبيع. عندما يبدأ بادي الحديث عن خططه، تدرك آبي أنها تستطيع مسامحته.

## فريق التمثيل
- بن أفليك في دور بادي أمارال
- جوينيث بالترو في دور آبي جانيلو
- ناتاشا هينستريدج في دور ميمي براجر
- إدوارد إدواردز في دور رون واتشتر
- جنيفر جراي في دور جانيس غيريرو
- طوني غولدوين في دور جريج جانيلو
- ليزا جوينر في دور مذيعة تلفزيونية
- كارولين هارون في دور دونا
- أليكس دي. لينتس في دور سكوت جانيلو
- ديفيد دورفمان في دور جوي جانيلو
- خوان جارسيا في دور كيفن والترز
- جو مورتون في دور جيم ويلر
- جوني غاليكي في دور سيث
- ديفيد سانت جيمس في دور القاضي
- ديفيد بيمر في دور ماندل المدعي العام (غير مُعتمد)

## وصلات خارجية
- مقالات تستعمل روابط فنية بلا صلة مع ويكي بيانات